# Инструментализм
Инструментали́зм — направление в философии и методологии науки, рассматривающее научные понятия, теории и гипотезы как инструменты, необходимые для ориентации человека в его взаимодействии с природой и обществом. Инструментализм тесно связан с прагматизмом, операционализмом и конвенционализмом. Развернутую концепцию инструментализма сформулировал Джон Дьюи. Идеи инструментализма оказали определённое влияние на позиции ряда ученых (Г. Р. Кирхгоф, Г. Герц, П. У. Бриджмен, А. С. Эддингтон).

## В этнологии
Взгляды инструменталистов оказали влияния на ряд наук, в том числе этнологию, где сложилось одноимённое течение. Приверженцы инструментализма в этнологии сосредотачивали своё внимание не на изучении объективной основы существования этноса, а лишь на роли последнего в культуре. В рамках данного подхода этничность признаётся инструментом, с помощью которого люди добиваются тех или иных целей.
Этническая идентичность, считают инструменталисты, — это ситуативная роль, её сознательный выбор, который делает человек или группа лиц для достижения политической власти или целей экономического характера. Основными представителями данной теории в этнологии являются Д. Белл, Г. Вулп, Н. Глейзер, Д. Мойнихэн. В западной этнологической литературе инструментализм часто называют “ситуационизмом”, поскольку сторонники этой концепции рассматривают этничность как продукт воздействия социальной ситуации.
П. Салинс показал, как Первая мировая война стимулировала увеличение количества “испанцев” среди жителей призывного возраста долины Чердания в Каталонии, разделенной франко-испанской границей. Среди российских исследователей похожих принципов придерживаются М. Н. Губогло, Г. С. Денисова.
Приверженцы инструментализма не заботятся о том, являются ли рассматриваемые ими явления реалистичными и могут ли они объяснить тот или иной феномен, в отличие от приверженцев эмпиризма, которые считают, что теория непременно должна давать объяснения наблюдаемому явлению.

## В философии науки
Популярность инструментализма в современной философии науки обусловлена тем, что реалистические концепции науки (научный реализм, критический рационализм) испытывают сложности с трактовкой понятия истины и объяснениями развития научного знания. Философы науки, придерживающиеся реалистической ориентации (в частности, Карл Поппер) подвергли инструментализм, а точнее, отрицание им дескриптивной и объяснительной функций научных теорий, резкой критике. Общепринятой проблемой классического инструментализма является трудность объяснения процесса опровержения научных теорий: если инструментальные теории не могут быть опровергнуты, но по факту заменяются другими в процессе развития науки, их смена должна иметь какие-то рациональные основания. В связи с этим в современные концепции инструментализма постепенно проникают идеи признания ценности эмпирического опыта и оценки теорий на основании их «эмпирической адекватности» (Л. Лаудан, Б. Ван Фраассен и др.).